# Щитоносный американский стриж
Щитоно́сный америка́нский стриж (лат. Streptoprocne biscutata) — вид птиц семейства стрижиных. Один из самых крупных стрижей, с длинными и широкими крыльями и квадратным хвостом. Оперение чёрно-коричневое, белый затылок и пятна в верхней части груди формируют воротник. Половой диморфизм отсутствует. Обитает в горах на востоке Бразилии и северо-востоке Аргентины, питается насекомыми. Строит гнёзда на горизонтальных поверхностях в сухих пещерах, размер кладки составляет от одного до четырёх яиц. Вся колония откладывает яйца в короткий промежуток времени, насиживанием птенцов занимаются оба родителя. Средняя продолжительность жизни составляет 18 лет.
Щитоносный американский стриж был описан британским зоологом Филипом Склейтером в 1866 году. Международный союз орнитологов относит данный вид к роду Streptoprocne и выделяет два подвида. Учитывая сезонные вариации длины крыльев щитоносного американского стрижа, деление на подвиды, возможно, должно быть пересмотрено.

## Описание
Крупный стриж с длинными и широкими крыльями и квадратным хвостом. Оперение щитоносного американского стрижа в основном чёрно-коричневое, голова коричневая, лицо и часть горла светлее, затылок белый, в верхней части груди возможны белые пятна. Белые пятна на затылке и груди вместе образуют воротник. Маховые и рулевые перья чёрные с внешней стороны и бледные, серо-коричневые — с внутренней. Половой диморфизм отсутствует. У молодых птиц кончики перьев окрашены в серо-белый цвет, что наиболее заметно на брюхе и на маховых перьях. Радужка глаза коричневая, клюв и ноги чёрные. Длина клюва в среднем составляет 9,94 мм, а длина плюсны — 25,9 мм.
Выделяют два подвида щитоносного американского стрижа, но информация о размере птиц крайне противоречива. Известно, что длина крыльев и хвоста щитоносного американского стрижа может сильно варьировать в зависимости от времени года и возраста перьев: со свежими перьями после линьки крылья и хвост длиннее. Птицы обычно тяжелее весной и осенью, зимой легче из-за линьки, а летом — из-за обязанностей, связанных с размножением. Средняя масса номинативного подвида составляет 115,5 г у птиц, пойманных на рассвете. Вечером птицы обычно тяжелее, а за ночь теряют до 13 % своей массы. Длина крыла номинативного подвида составляет в среднем 206,3 мм, длина хвоста — 69,9 мм. Считается, что подвид Streptoprocne biscutata seridoensis меньше номинативного, по оценкам германо-бразильского орнитолога Гельмута Сика, длина крыльев у этого подвида не пересекается с длиной крыльев номинативного подвида. Описанный им экземпляр Streptoprocne biscutata seridoensis имеет среднюю длину крыла 187 мм, хвоста — 66 мм. Общая длина тела составляла 193 мм, а масса — 85 г (по другим данным, длина тела составляет 22 см, масса 85—100 г). В среднем масса стрижей этого подвида не превышает 100 г, в то время как у номинативного подвида всегда больше 100 г. Сик также отметил, что у второго подвида тоньше ноги, так как при окольцовывании им требуются кольца меньшего размера. По мнению учёного, щитоносный американский стриж демонстрирует распределение, схожее с другими птицами Южной Америки, когда ближе к экватору обитают более мелкие подвиды.

### Похожие виды
В полёте данный вид очень похож на ошейникового американского стрижа (Streptoprocne zonaris). Основным отличием является прерывистость воротника у щитоносного стрижа, которую тяжело определить у птиц высоко в небе. При этом у щитоносного американского стрижа воротник в районе груди шире и имеет ромбовидную или треугольную форму. У ошейникового американского стрижа линия воротника обязательно проходит выше места прикрепления крыльев, а у щитоносного белое пятно на груди может опускаться ниже начала крыльев. Голова ошейникового американского стрижа окрашена равномерно, в то время как у щитоносного выделяются светло-серые подбородок и брови. Ещё одно отличие связано с формой хвоста, более квадратной у щитоносного американского стрижа. Вместе с тем представители обоих видов во время полёта часто держат хвост закрытым. Белое пятно у другого схожего вида — белоголового американского стрижа (Streptoprocne semicollaris) — в основном сконцентрировано на затылке, кроме того, ареалы этих двух видов не пересекаются.
Щитоносный американский стриж предпочитает сухие пещеры, чем отличается от ошейникового американского стрижа, который селится во влажных пещерах, часто за водопадами. В местах, где ареалы этих видов пересекаются, в частности в горах Итатиая в штате Рио-де-Жанейро, они не образуют общих колоний и практически не были замечены вместе. Чаще всего они формируют стаи из особей своего вида. Обычно во время дождей птицы позже вылетают из укрытия, образуют стаи меньшего размера, при этом могут оставаться в пещерах на протяжении всего дня. По-видимому, они могут определять, какая погода за пределами укрытия, либо реагируют на поведение первой стаи, вылетевшей из укрытия. Учёные обратили внимание, что во время сезона размножения колония сильнее распределяется по пещерам, чем в остальное время, занимая соседние гроты.
Вокализации щитоносного и ошейникового американских стрижей очень схожи. Чаще всего можно услышать громкие повторяющиеся крики «cleeee» или «peeew», в стаях серии таких сигналов формируются криками нескольких особей. В других источниках вокализация описывается как серия «chee chee chee chee chee».

## Распространение
Щитоносный американский стриж обитает на востоке Бразилии (от штатов Пиауи и Риу-Гранди-ду-Норти до штата Риу-Гранди-ду-Сул) и на северо-востоке Аргентины (провинция Мисьонес). В ноябре 1997 года был впервые отмечен в Парагвае в районе Агуара-Нью (Aguará Ñu). Обычно встречается в горах высотой ниже 2500 метров над уровнем моря. В парке «Ибитипока» строит гнёзда на высоте около 1600 метров. Основной средой обитания являются тропические вечнозелёные леса, горные вечнозелёные леса, умеренные леса, вторичные кустарники и тропические лиственные леса. По данным Международного союза охраны природы, площадь ареала составляет 2 950 000 км², птицы обитают в Бразилии и Парагвае.
Подробная информация о миграции щитоносного американского стрижа отсутствует. Учёные обнаружили, что стрижи осуществляют миграции на севере Бразилии, где зимы мягче, но ведут оседлый образ жизни на юге страны, где зимы холоднее. Номинативный подвид прилетает в штат Минас-Жерайс, где птицы откладывают яйца, в августе. Некоторые стрижи остаются в этом регионе до февраля, но место их зимовки неизвестно. Возможно, они мигрируют через экватор или осуществляют небольшие сезонные миграции. На северо-востоке Бразилии местные жители полагают, что эти стрижи прилетают из Африки или Перу. На юге Бразилии наблюдались кочёвки стрижей между колониями, но миграция птиц отсутствовала. Исследователи связывают этот факт с достаточным количеством пищи на протяжении всего года. В тропических регионах изобилие насекомых связано с цветением растений и сезоном дождей, а не с температурой, поэтому птицы остаются на юге страны, где нет выраженных сезонов дождей и засухи, а дожди более постоянны.
Долгое время щитоносный американский стриж считался достаточно редким видом, количество экземпляров в музейных коллекциях чрезвычайно мало. Однако в 1973 году учёные обнаружили, что на северо-востоке Бразилии на протяжении столетий в пещерах собирали помёт этих стрижей на удобрения. Международный союз охраны природы относит щитоносного американского стрижа к видам, вызывающим наименьшие опасения. Птицы довольно многочисленны в штате Риу-Гранди-ду-Сул и других районах гнездования, однако численность вида требует мониторинга. В августе 1978 года было отмечено около 100 тысяч особей на отдыхе в пещере, а в 1984 году численность в 15 пещерах составила 1200 особей. В одной из пещер на северо-востоке Бразилии в августе 1986 года учёные наблюдали 8—10 тысяч особей, а в 1987 году — 90—100 тысяч. Щитоносный американский стриж встречается в национальных парках Шапада-дус-Гимарайнс и Апарадус-да-Серра в Бразилии.

## Питание
Щитоносный американский стриж питается насекомыми. Птицы часто кормятся большими стаями около водопадов. Информация о рационе отсутствует. В желудках очень похожих ошейниковых американских стрижей были обнаружены жесткокрылые (Coleoptera), двукрылые (Diptera), полужесткокрылые (Hemiptera), равнокрылые (Homoptera), перепончатокрылые (Hymenoptera), чешуекрылые (Lepidoptera), прямокрылые (Orthoptera).

## Размножение
В 1984 году в парке Ибитипока была впервые обнаружена колония щитоносного американского стрижа. Птицы появляются в регионе в августе и остаются до февраля, сезон размножения начинается в октябре, что соответствует началу лета. В 1984 году в 15 пещерах наблюдалось 1200 особей. Сезон размножения в Минас-Жерайс продолжается с октября по декабрь. Готовые к размножению птицы были зафиксированы в Риу-Гранди-ду-Сул в начале октября. Районы гнездования подвида S. b. seridoensis неизвестны. Этот подвид встречается в штатах Пиауи и Риу-Гранди-ду-Норти на северо-востоке Бразилии с февраля по октябрь, то есть за пределами сезона размножения. О брачном поведении щитоносного американского стрижа почти ничего не известно, скорее всего, птицы моногамны.
Для отдыха и строительства гнезда щитоносный американский стриж использует сухие пещеры, в которых устраивает большие колонии. Время начала строительства гнезда зависит от региона, но обычно приходится на октябрь. Птицы строят неглубокие чашеобразные гнёзда на горизонтальной поверхности. Форма гнезда может быть круглой, овальной или полукруглой. Среди строительных материалов встречаются лишайники, мхи и сухие листья; по другим данным, при строительстве гнезда также используются папоротники, цветковые растения и земля. Как и многие другие стрижи, щитоносные американские стрижи часто возвращаются на предыдущие гнёзда или используют их материалы. Однако в случае потери кладки стрижи не возвращаются на гнездо и не делают новую кладку.
Кладка яиц происходит обычно в ноябре, при этом вся колония откладывает яйца во время короткого промежутка времени продолжительностью несколько дней. Размер кладки может составлять от одного до четырёх белых яиц, при этом он сильно зависит от способности стрижей вырастить птенцов. Инкубационный период продолжается около 24 дней. Вылупившиеся птенцы слепые и голые, первый пух формируется у них на 13-й день, взрослое оперение — на 34-й день. Насиживанием яиц и кормлением птенцов занимаются оба родителя. Птенцы остаются в гнезде 33 дня, после чего ещё 10 дней возвращаются в него.
Согласно исследованиям, проведённым на юге Бразилии, средняя продолжительность жизни щитоносного американского стрижа составляет 18 лет, ежегодная выживаемость взрослых птиц — 88 %. При этом наибольший период между первичной и повторной поимками стрижа составил более шести с половиной лет. Исследования проводились в нескольких колониях с использованием устройства, напоминающего сачок для ловли бабочек: конус из 10-мм сетки диаметром 2 метра и длиной 4 метра был прикреплён к ручке длиной 4 метра. Сетка поднималась во время вылета стаи из гнезда не более трёх раз в день. Информация о выживаемости птенцов отсутствует. Яйцами щитоносного американского стрижа может питаться серый четырёхглазый опоссум (Philander opossum).

## Систематика
Щитоносный американский стриж был описан британским зоологом Филипом Склейтером в 1866 году. Связи внутри подсемейства плохо изучены, предполагается близкое родство данного вида с ошейниковым американским стрижом.
Международный союз орнитологов относит щитоносного американского стрижа к роду Streptoprocne и выделяет два подвида:
- Streptoprocne biscutata seridoensis Sick, 1991 — на северо-востоке Бразилии (Пиауи, Риу-Гранди-ду-Норти);
- Streptoprocne biscutata biscutata (Sclater, 1866) — на востоке и в центре Бразилии (Минас-Жерайс, Риу-Гранди-ду-Сул, Мату-Гросу), в Парагвае и на северо-востоке Аргентины (Мисьонес).

Учитывая сезонные вариации длины крыльев щитоносного американского стрижа, деление на подвиды, возможно, должно быть пересмотрено.